# Circolo speleologico romano
Il Circolo Speleologico Romano, fondato il 5 luglio 1904, è una delle prime associazioni speleologiche ad essere fondate in Italia; per Statuto promuove  la conoscenza geografica, la ricerca e la documentazione scientifica del mondo sotterraneo, ma si occupa anche della divulgazione di questa disciplina sociale presso i giovani, organizzando mostre didattiche e corsi di speleologia per offrire occasioni di sviluppo della personalità tramite attività centrate su un rapporto equilibrato e corretto con l’ambiente naturale. Nel cinquantenario della fondazione, 1954, il CSR è eretto a Ente Morale dal Presidente della Repubblica Italiana Luigi Einaudi.

## Descrizione
Il CSR pubblica dal 1926 il “Notiziario del Circolo Speleologico Romano” e ha di recente pubblicato la monografia 100 anni sottoterra.
L'esperienza del CSR nelle iniziative di diffusione della speleologia è documentata da esposizioni didattiche svolte in diversi periodi storici. Le prime furono la Mostra speleologica nazionale di Fiume (1928), e la mostra fotografica del paesaggio dell’Italia meridionale (1930). In tempi recenti le esperienze progettuali più significative sono: la mostra sugli ecosistemi sotterranei “Oltre il buio” (Estate Romana 1998, Parco della scienza, Università Tor Vergata) con successo enorme di visitatori (oltre 10.000 visite); la mostra denominata “Un salto nel buio” (2004, Comune di Esperia); l’allestimento del Museo di Esperia; la realizzazione, sotto l’egida dell’Ente Parco Regionale dei Monti Aurunci, del Centro Visita Tematico “La Mostra dell’Acqua” (2005); l’allestimento di mostre durante i Convegni della FSL.
Le sedi del CSR sono state in Vicolo Valdina, in Via Gregoriana, in Via Ulisse Aldrovandi; attualmente il CSR ha la propria sede in Via dei Campani 55, nello storico quartiere di San Lorenzo di Roma.

## Storia del circolo
Il primo periodo, che vede la direzione del geografo Guido Cora, è caratterizzato dalle esplorazioni delle parti iniziali dei principali inghiottitoi dell’Italia Centrale e dalla costituzione del Catasto delle Grotte. Dopo la prima guerra mondiale il CSR, diretto da Carlo Franchetti, esplora i Meri del Soratte (1920), l'Arco di Bellegra, il Catauso di Sonnino, La Vettica, l'Ovito di Pietrasecca, e numerose cavità della Toscana, delle Marche e dell'Umbria.
Dopo la seconda guerra mondiale, l'attività di ricerca condotta dal geologo Aldo G. Segre gli consente di dare alle stampe nel 1948 I fenomeni carsici e la speleologia del Lazio, una sistemazione organica ed interpretazione speleogenetica dei dati raccolti nella regione. Dopo  il campo congiunto con la Società Svizzera di Speleologia sui Monti Carseolani (1946), il CSR partecipa alle esplorazioni in Svizzera della Tanna l'Oura. L'attività del CSR si svolge in Italia e all'estero; significative le esplorazioni nell'area del Bussento (Salerno, 1950 e 1952), in Sardegna, la discesa dell’Abisso La Vettica (1953) e le spedizioni in Grecia e Turchia.
All'interno del CSR si svolge l'attività biospeleologica di Saverio Patrizi e Marcello Cerruti, la ricerca geologica e paleontologica di Alberto Carlo Blanc, Antonio Mario Radmilli e Aldo G. Segre.
Negli anni Sessanta, con i presidenti Alessandro Datti, Mario Franchetti e Giorgio Marzolla, il CSR esplora nel Lazio l’inghiottitoio di Val de' Varri, il Pozzo del Faggeto, l'inghiottitoio di Camposecco; negli anni Settanta la Grava dei Serini e la Grava dei Gentili in Campania, mentre vengono intensificate le spedizioni all'estero.
Dagli anni Ottanta ad oggi le esplorazioni riguardano principalmente l'Abisso Gresele-Vermicano (Guarcino, FR), mentre nel Matese sono esplorate Pozzo della Neve, l’inghiottitoio di Campo Braca, le risorgenze Ianara e Capo Quirino, l'Abisso Cul di Bove. Nel Messico, Chiapas, le spedizioni guidate da Valerio Sbordoni (1981-1991) conducono a risultati biospeleologici di rilievo e all'esplorazione di estesi sistemi sotterranei. In collaborazione con il Museo di storia naturale di Verona vengono condotte esplorazioni in Cina (2003-2004), mentre  le esplorazioni nel Lazio hanno portato alla conoscenza di un nuovo complesso, la Grotta di Pasquetta (Supino, FR). Il CSR ha contribuito alla conoscenza biospeleologica con oltre 300 specie troglobie o troglofile nuove per la scienza e alla tutela dell’ambiente sotterraneo con progetti di monitoraggio dell'inquinamento delle acque sotterranee.